# 周士弟
周 士弟（しゅう してい）は、中華人民共和国の軍人。中国人民解放軍の上将。

## 略歴
1924年、黄埔軍官学校を卒業し、同年、中国共産党に入党した。陸海軍大元帥府鉄甲車隊副隊長、隊長、国民革命軍第4軍独立団（連隊）営（大隊）長、団参謀長、団長代行、第73団団長を歴任。北伐戦争と南昌起義に参加し、起義軍第25師師長となる。土地革命戦争以後、紅軍大学軍事教員、軍事委員会幹部団上幹隊科長、隊長、中国工農紅軍第15軍団参謀長、紅2方面軍参謀長を務める。長征に参加。
日中戦争時、八路軍第120師参謀長兼中国人民抗日軍政大学第7分校校長を務める。
国共内戦時、晋綏軍区副司令員兼晋綏軍政幹部学校副校長、華北軍区第1兵団副司令員兼副政治委員、晋北野戦軍第18兵団司令員兼政治委員、太原前線指揮部副司令員。
中華人民共和国建国後、川西軍区司令員兼成都市市長、西南軍区副司令員、中国人民解放軍防空部隊司令員、中国人民解放軍訓練総監部副部長兼外軍訓練部部長、総参謀部顧問。1955年、上将の階級を授与される。
第1回、第2回、第3回国防委員会委員、中国人民政治協商会議第3回、第4回全国委員会常務委員、第1回、第4回全国人民代表大会代表、第5回全国人民代表大会常務委員会委員、中国共産党第7次、第8次全国代表大会代表。